# Campillo de Arenas
Campillo de Arenas là một đô thị trong tỉnh Jaén, Tây Ban Nha. Theo điều tra dân số 2006 (INE), đô thị này có dân số là 2020 người.
37°33′B 3°38′T / 37,55°B 3,633°T